# 阿爾弗雷德音樂
阿爾弗雷德音樂（英語：Alfred Music）是一間美國的音樂出版社，1922年創立於紐約，現時總部位於加州洛杉矶范奈兹，並在邁阿密、紐約以及德國、新加坡與英國設有分社。

## 沿革
山姆·馬努斯（Sam Manus），紐約叮砰巷的默片配樂銷售商，在1922年創立了「馬努斯音樂」，專營流行樂譜的銷售業務。1930年，他取得了阿爾弗雷德公司（Alfred & Co.）的經營權，合併後的兩單位，即為現今的阿爾弗雷德音樂。山姆之子莫頓（Morton）於四〇年代末期進入公司，在其主導下大大拓展了教學用教材的業務，包括手風琴、吉他、鋼琴與口琴等樂器教材的編輯與出版。
現今，阿爾弗雷德音樂的角色不僅是樂譜出版公司，更是音樂教育領域的重要單位。1975年，其總部自紐約遷移至洛杉矶范奈兹，並自20世紀80年代起開始國際業務。
2005年，阿爾弗雷德音樂併購了華納兄弟出版（Warner Bros. Publications）。2016年4月，阿爾弗雷德音樂加入了Peaksware控股有限公司（Peaksware Holdings LLC），新任的公司執行長為吉爾·費希爾（Gear Fisher），羅恩·馬努斯（Ron Manus）則轉任業務發展部門的經理。

## 暢銷書籍
- 艾弗瑞鋼琴預備課程
- 艾弗瑞初級鋼琴課程

## 外部連結
- 官方网站
- 国际乐谱典藏计划的阿爾弗雷德音樂頁面